# Anthela oressarcha
Anthela oressarcha is een vlinder uit de familie van de Anthelidae. De wetenschappelijke naam van de soort is voor het eerst geldig gepubliceerd in 1921 door Turner.